# Herritarron Garaia
Herritarron Garaia ('La hora de los ciudadanos' en euskera) es una plataforma política española de ámbito navarro.
Se presentó a las elecciones al Parlamento de Navarra de 2011 integrada en la coalición Bildu, junto a Eusko Alkartasuna (EA), Alternatiba e independientes de la izquierda abertzale.
El origen de la plataforma estaría en las plataformas Hamaika Bil Gaitezen ('Juntémonos muchos'), creada en febrero de 2010 y entre cuyos promotores se encontraban antiguos candidatos de Herri Batasuna, Euskal Herritarrok y Abertzale Sozialisten Batasuna, y Ezker Soberanista Erakitzen ('Construyendo la izquierda soberanista'), promovida por EA en noviembre de 2009.
En los informes policiales que se manejaron en el intento de impugnación de las candidaturas de Bildu se estimaba que el pacto se produjo en realidad entre Batasuna y EA en esa comunidad foral; lo que fue desmentido por el Tribunal Constitucional en una sentencia que establecía una diferenciación entre la formación ilegalizada en 2003 y la izquierda abertzale, y en la que se afirmaba que «la izquierda abertzale como expresión ideológica no ha sido proscrita de nuestro ordenamiento ni podría llegar a serlo».